# Mīrganj
Mīrganj är en ort i Indien.   Den ligger i distriktet Bareilly och delstaten Uttar Pradesh, i den norra delen av landet, 190 km öster om huvudstaden New Delhi. Mīrganj ligger 178 meter över havet och antalet invånare är 15 335.
Terrängen runt Mīrganj är mycket platt. Runt Mīrganj är det tätbefolkat, med 881 invånare per kvadratkilometer. Närmaste större samhälle är Shāhābād, 19,6 km väster om Mīrganj. Trakten runt Mīrganj består till största delen av jordbruksmark.